# Cryptanura robusta
Cryptanura robusta är en stekelart som först beskrevs av Cresson 1865.  Cryptanura robusta ingår i släktet Cryptanura och familjen brokparasitsteklar. Inga underarter finns listade i Catalogue of Life.